# Peter Høeg

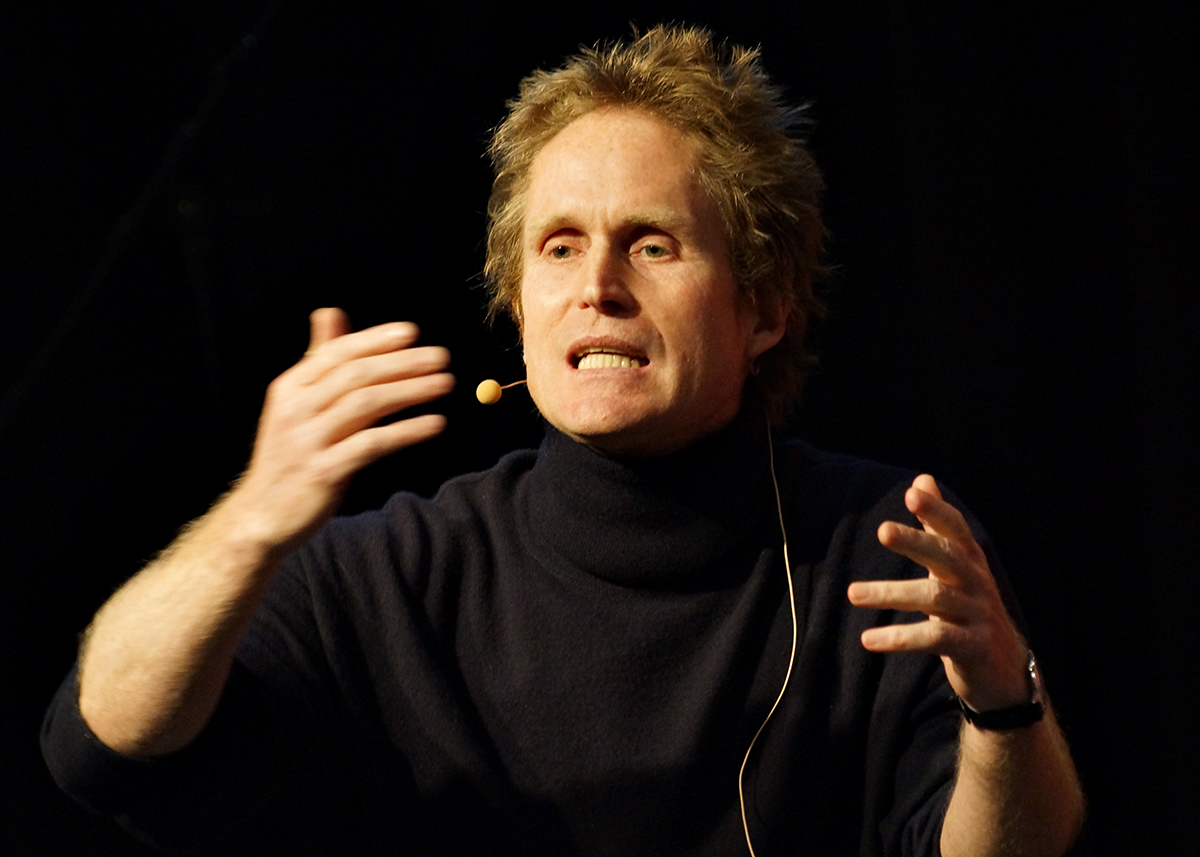
Peter Høeg (2012)

Peter Høeg (Copenaghen, 17 maggio 1957) è uno scrittore danese.

## Biografia
Il padre, Erik Høeg, è avvocato e la madre, Karen Kjellund, è una studiosa di filologia classica. Peter si diploma al Frederiksberg Gymnasium nel 1976 e in seguito studia letteratura comparata all'Università di Copenaghen, completando gli studi nel 1984. Prima di dedicarsi interamente alla scrittura, Høeg lavora come attore, ballerino, insegnante di recitazione e marinaio, e viaggia in lungo e in largo per il mondo, soprattutto in Africa. Sua moglie Akinyi è keniota. 
Inizia a scrivere il suo primo romanzo La storia dei sogni danesi, quando frequenta ancora l'università e ci lavora per sei anni, sottoponendolo a infinite revisioni e acquisendo così una grande capacità di scrittura, fino alla sua pubblicazione nel 1988. Il suo libro successivo, edito nel 1990, è Racconti notturni e fa di lui il principale scrittore danese contemporaneo. Fin dall'inizio Høeg riceve un grande apprezzamento dalla critica, ma sarà solo con la pubblicazione del suo terzo libro, Il senso di Smilla per la neve, che conquisterà fama internazionale, ricevendo nel 1993 il Glasnyckeln e nel 1994 il Premio Dilys, il Silver Dagger Award, oltre ad entrare nella finale dell'Edgar Award.
La vita di Høeg è caratterizzata da un forte impegno sociale, tanto che gli si deve la creazione di una fondazione, la Lolwe Foundation, finalizzata al miglioramento delle condizioni di vita delle donne e dei bambini nel Terzo mondo, un'organizzazione non-profit a cui lo scrittore ha devoluto tutti i proventi dalla vendita del suo libro La donna e la scimmia, pubblicato nel 1996.
Dal suo libro Il senso di Smilla per la neve, un "giallo" ambientato tra Copenaghen e i ghiacci della Groenlandia, il regista Bille August ha tratto un film con Julia Ormond (nel ruolo di Smilla), Gabriel Byrne e Vanessa Redgrave.
I suoi libri sono tradotti in Italia da Bruno Berni e pubblicati da Arnoldo Mondadori Editore.

## Opere
- La storia dei sogni danesi, (Forestilling om det tyvende århundrede, 1988), Milano, Mondadori 1998
- Racconti notturni, (Fortællinger om natten, 1990), Milano, Mondadori 1997
- Il senso di Smilla per la neve (Frøken Smillas fornemmelse for sne, 1992), Milano, Mondadori 1994
- I quasi adatti, (De måske egnede, 1993), Milano, Mondadori 1996
- La donna e la scimmia, (Kvinden og aben, 1996), 1997
- La bambina silenziosa, (Den stille pige, 2006), Milano, Mondadori 1997
- I figli dei guardiani di elefanti ,  (Elefantpassernes børn, 2010), Milano, Mondadori 2011
- L'effetto Susan, (Effekten af Susan, 2014), Milano, Mondadori 2016
- Gennem dine øjne, 2018 (ancora inedito in Italia)

## Sezione note
1. ↑  (DA) Kochs Krimier, su kochskrimier.dk. URL consultato il 18 luglio 2008 (archiviato dall'url originale il 25 ottobre 2008).
2. ↑  (EN) Pagina del premio sul sito ufficiale della IMBA, su mysterybooksellers.com. URL consultato il 17 settembre 2010 (archiviato dall'url originale il 12 aprile 2010).
3. ↑  (EN) CWA Silver Dagger Winners, su goodreads.com. URL consultato il 15 gennaio 2024.
4. ↑  (EN) Category List – Best Novel, su edgarawards.com. URL consultato il 15 gennaio 2024.
5. ↑   Ida Bozzi, Il mondo di Høeg, l'antimoderno, su corriere.it, 28 settembre 2011. URL consultato il 15 gennaio 2024.
6. ↑   David Frati, IL SENSO DI PETER HØEG PER LA LETTERATURA, su mangialibri.com. URL consultato il 15 gennaio 2024.